# Băilești
Băilești è un municipio della Romania di 17437 abitanti, ubicato nel distretto di Dolj, nella regione storica dell'Oltenia.
Fa parte dell'area amministrativa anche la località di Balasan.
Nel 1828 vi si svolse una battaglia della Guerra russo-turca. 
Băilești ha dato i natali agli attori Marcel Iureș e Amza Pellea.